# Krzysztof Kosiński
Krzysztof Kosiński, (ukrainska: Криштоф Косинський), död 1593, var en polsk adelsman från Podlasien. Han var överste för de registrerade kosackerna och självutnämnd hetman. 1591 och 1593 var han ledare för två uppror mot den polska kronan och den lokala adeln.
Kosińskis styrkor besegrades av hertigen Janusz Otrogski i slaget vid Piatek den 2 februari 1593. Kosiński lovade att underställa sina styrkor den polska monarkin, men efter en rymning tog han sig till kosackernas näste i Zaporizja Sitj, där han började organisera en ny armé. 1593 gick han mot Tjerkasy men dödades kort därefter.